# Compass-1
Compass-1 è un satellite di tipo CubeSat 1U sviluppato da studenti della FH Aachen dal 2003 al 2008. È alimentato da pannelli fotovoltaici all'arseniuro di gallio che forniscono una potenza di circa 2 watt. Il carico utile del satellite è costituito da un ricevitore GPS ed una fotocamera CMOS con una risoluzione di 640×480 pixel, la quale, da un'altezza di 630 km, può fotografare porzioni della superficie terrestre di 416×380 km². Compass-1 è stato lanciato il 28 aprile 2008 con un vettore indiano PSLV e inserito in un'orbita eliosincrona.
Il nominativo radioamatoriale di Compass-1 è DP0COM; quello della stazione di terra è invece DL0FHA. Le frequenze di trasmissione in downlink sono 437,275 MHz per il radiofaro e 437,405 MHz per i dati e la telemetria.
All'inizio di marzo 2012 le batterie di Compass-1 hanno smesso di funzionare.
Il successore di Compass-1, chiamato Compass-2, è in corso di sviluppo presso la FH Aachen e la RWTH Aachen, di nuovo da parte di studenti.